# Glypta floridana
Glypta floridana là một loài tò vò trong họ Ichneumonidae.